# Końce (SIMC 0015190)
Końce – kolonia w Polsce położona w województwie lubelskim, w powiecie bialskim, w gminie Łomazy. Miejscowość leży koło wsi Korczówka.
W latach 1975–1998 miejscowość należała administracyjnie do województwa bialskopodlaskiego.

## Kolonie Końce w gminie Łomazy
W gminie Łomazy istnieją dwie miejscowości podstawowe typu kolonia o nazwie Końce. Niniejszy artykuł dotyczy kolonii, która posiada identyfikator SIMC 0015190. Drugą z nich jest kolonia Końce, która posiada identyfikator SIMC 1022297.